# زاگورنگک (استان لهستان کوچک‌تر)
زاگورنگک (به لهستانی:  Zagórnik) یک روستا در لهستان است که در گمینا اندرخوو واقع شده‌است. زاگورنگک ۲٬۱۱۹ نفر جمعیت دارد.